# Festival international du film sur l'environnement de Goiânia
Pour les articles homonymes, voir FICA (homonymie) et FIFE.
Le Festival international du film sur l'environnement (FIFE ; en portugais Festival internacional de cinema e video ambiental, FICA) a été créé en 1999 pour rassembler des films sur la thématique de l'environnement et récompenser les meilleures réalisations. Il se déroule depuis chaque année dans une ville de l'État de Goias au Brésil.

## Contexte
La ville de Goiânia, à 200 kilomètres au sud ouest de Brasilia au Brésil, a été victime en 1987 d'un accident nucléaire majeur avec contamination, par la manipulation de césium 137 trouvé dans un hôpital abandonné.  Cet accident ayant occasionné quatre morts directes, et entraîné des analyses pour une grande partie de la population et un suivi médical jusqu'aux années 2000, a marqué la ville.

## Films primés au FICA
Liste non exhaustive
- 2003 : La Loi de la jungle, chronique d'une zone de non-droit : la Guyane française, documentaire de Philippe Lafaix sur les orpailleurs en Guyane
- 2004 : La Mort lente de l'amiante, documentaire de Sylvie Deleule

## Autres festivals sur l'environnement
par ordre chronologie de création 
- En France
  - Festival International du Film Nature et Environnement (FIFNE) a été créé en 1976 par la FRAPNA, festivaldufilm-frapna.org ;
  - Science-Frontières, festival consacré à l'environnement et au développement durable, créé en 1984 à Puy-Saint-Vincent dans les Hautes-Alpes, sciencefrontieres.com;
  - Écofilm, Festival international du film d'environnement de Lille, première édition en 1998-1999, ecofilm.org ;
  - Festival International du film d'environnement d'Île-de-France depuis 2004, projections à La Pagode à Paris, festivalenvironnement.com ;
  - Eidos, Festival du film d'environnement et de développement durable de Nantes, première édition en 2006,   eidos.online.fr ;
  - Festival du film environnemental de Poitiers, depuis 2010, il est organisé chaque année par les étudiants de l'École nationale supérieure d'ingénieurs de Poitiers (ENSIP), www.ffe-ensip.org ;
  - Festival Atmosphère "Pour un monde durable" depuis 2011 à Courbevoie et La Défense, organisé par l'association Atmosphères 21, www.festival-atmospheres.com.
- Ailleurs dans le monde
  - Planet in focus le plus important festival du film international du Canada traitant de l'environnement. première édition en 2000. A lieu à Toronto : (en) site de Planet in focus  (Voir aussi (en) en:Planet in Focus) ;
  - en 2004, à Niamey, capitale du Niger, une première édition du Festival International du Film d'Environnement de Niamey. le FIFEN sur le site d'écofilm  ;
  - Rodos international film and visual arts, seul festival de film thématique sur l'environnement de Grèce : (he) et (en) site d'écofilms. Ce festival a lieu à Rhodes.

### Festivals connexes
- Festival du Film de l'Environnement en Loire-Atlantique, depuis 2007, Site du festival du film de l'environnement
- Festival international du film ornithologique créé en 1985, site du festival international du film ornithologique de Ménigoute, France. Avec la participation non seulement d'associations ornithologiques mais d'associations de conservation de la nature (telle la ligue pour la protection des oiseaux) et des associations environnementales.
- Naturale, Festival international du film sur la nature créé en 1988 (à vérifier), en Allemagne. (de + en + fr) www.naturale.de. Se tient dans différentes villes d'Allemagne.

(Voir aussi la base de données du CERIMES, centre de ressources et d'informations sur les multimédias pour l'enseignement supérieur)